# Cyprus op het Junior Eurovisiesongfestival 2016
Cyprus nam deel aan het Junior Eurovisiesongfestival 2016 in Valletta te Malta. Het was de 8ste deelname van het land op het Junior Eurovisiesongfestival. CyBC was verantwoordelijk voor de Cypriotische bijdrage voor de editie van 2016.

## Selectieprocedure
Op 5 augustus 2016 bevestigde CyBC terug te zullen keren naar het Junior Eurovisiesongfestival, na in 2015 thuis te zijn gebleven. De Cypriotische openbare omroep duidde Giorgos Michailidis intern aan als nationale vertegenwoordiger op het Junior Eurovisiesongfestival. In de Maltese hoofdstad Valletta bracht hij Dance floor ten gehore.

## In Valletta
Cyprus trad als 13de op op het Junior Eurovisiesongfestival 2016 in Valletta. Het land eindigde 16 op 17 deelnemers
Albanië · Armenië · Australië · Bulgarije · Cyprus · Georgië · Ierland · Israël · Italië · Macedonië · Malta · Nederland · Oekraïne · Polen · Rusland · Servië · Wit-Rusland